# قشلاق ساری قوئی احمدخان
قشلاق ساری قوئی احمدخان یک منطقهٔ مسکونی در ایران است که در دهستان قشلاق غربی واقع شده‌است. قشلاق ساری قوئی احمدخان ۷۴ نفر جمعیت دارد.